# Staurochlamys
Staurochlamys es un género monotípico de plantas fanerógamas perteneciente a la familia de las asteráceas. Su única especie Staurochlamys burchellii es originaria de Brasil, donde se encuentra en la Caatinga y el Cerrado, distribuidas en Tocantins, Maranhão, Piauí y Goiás.

## Taxonomía
Staurochlamys burchellii fue descrita por John Gilbert Baker   y publicado en Hooker's Icones Plantarum 19: pl. 1825. 1889.